# Lista de filmes brasileiros com mais de um milhão de espectadores
Esta é uma lista de filmes brasileiros com mais de um milhão espectadores nos cinemas do Brasil desde 1970, de acordo com a Agência Nacional do Cinema (ANCINE) e o site Filme B. A falta de informações precisas sobre os filmes lançados antes da criação da Embrafilme em 1969 torna difícil determinar o público de notórios sucessos das décadas anteriores, como O Ébrio, O Cangaceiro, e a maioria dos filmes de Amácio Mazzaropi.

## Lista de filmes
A cor de fundo        indica os filmes recentes que ainda estão em cartaz.

### Com mais de dez milhões
| Posição | Título                                    | Direção            | Produção            | Ano  | Público    |
| ------- | ----------------------------------------- | ------------------ | ------------------- | ---- | ---------- |
| 1       | Nada a Perder                             | Alexandre Avancini | Record Filmes       | 2018 | 12 184 373 |
| 2       | Minha Mãe É uma Peça 3                    | Susana Garcia      | Downtown Filmes     | 2019 | 11 608 254 |
| 3       | Os Dez Mandamentos - O Filme              | Alexandre Avancini | Record Filmes       | 2016 | 11 305 479 |
| 4       | Tropa de Elite 2: O Inimigo Agora É Outro | José Padilha       | Zazen Produções     | 2010 | 11 146 723 |
| 5       | Dona Flor e Seus Dois Maridos             | Bruno Barreto      | Luiz Carlos Barreto | 1976 | 10 735 524 |

### Com mais de cinco milhões
| Posição | Título                                          | Direção            | Produção                           | Ano  | Público   |
| ------- | ----------------------------------------------- | ------------------ | ---------------------------------- | ---- | --------- |
| 6       | Minha Mãe É uma Peça 2                          | César Rodrigues    | Downtown Filmes                    | 2016 | 9 307 612 |
| 7       | A Dama do Lotação                               | Neville de Almeida | Regina Filmes                      | 1978 | 6 509 134 |
| 8       | Nada a Perder 2: Não Se Pode Esconder a Verdade | Alexandre Avancini | Record Filmes                      | 2019 | 6 193 133 |
| 9       | Se Eu Fosse Você 2                              | Daniel Filho       | Total Entertainment                | 2009 | 6 137 345 |
| 10      | Ainda Estou Aqui                                | Walter Salles      | VideoFilmes                        | 2024 | 5 834 000 |
| 11      | O Trapalhão nas Minas do Rei Salomão            | J.B. Tanko         | J.B.Tanko Filmes                   | 1977 | 5 786 226 |
| 12      | Lúcio Flávio, o Passageiro da Agonia            | Hector Babenco     | HB Filmes                          | 1976 | 5 401 325 |
| 13      | Minha Vida em Marte                             | Susana Garcia      | Downtown Filmes                    | 2018 | 5 337 119 |
| 14      | 2 Filhos de Francisco                           | Breno Silveira     | Conspiração Filmes                 | 2005 | 5 319 677 |
| 15      | Os Saltimbancos Trapalhões                      | J. B. Tanko        | J.B.Tanko Filmes                   | 1981 | 5 218 574 |
| 16      | Os Trapalhões na Guerra dos Planetas            | Adriano Stuart     | Renato Aragão Produções Artísticas | 1981 | 5 089 970 |
| 17      | Os Trapalhões na Serra Pelada                   | J. B. Tanko        | J.B.Tanko Filmes                   | 1982 | 5 043 350 |
| 18      | Cinderelo Trapalhão                             | Adriano Stuart     | Renato Aragão Produções Artísticas | 1979 | 5 027 043 |

### Com mais de quatro milhões
| Posição | Título                              | Diretor                           | Produtor                           | Ano  | Público   |
| ------- | ----------------------------------- | --------------------------------- | ---------------------------------- | ---- | --------- |
| 19      | De Pernas pro Ar 2                  | Roberto Santucci                  | Downtown Filmes                    | 2012 | 4 846 259 |
| 20      | O Casamento dos Trapalhões          | José Alvarenga Jr.                | Renato Aragão Produções Artísticas | 1988 | 4 779 027 |
| 21      | Coisas Eróticas                     | Raffaele Rossi e Laente Calicchio | Empresa Cinematográfica Rossi      | 1982 | 4 729 484 |
| 22      | Carandiru                           | Hector Babenco                    | HB Filmes                          | 2003 | 4 693 853 |
| 23      | Os Vagabundos Trapalhões            | J. B. Tanko                       | J.B.Tanko Filmes                   | 1982 | 4 631 914 |
| 24      | Minha Mãe É uma Peça                | André Pellenz                     | Downtown Filmes                    | 2013 | 4 582 788 |
| 25      | O Trapalhão no Planalto dos Macacos | J. B. Tanko                       | J.B.Tanko Filmes                   | 1976 | 4 565 267 |
| 26      | Simbad, o Marujo Trapalhão          | J. B. Tanko                       | J.B.Tanko Filmes                   | 1976 | 4 406 200 |
| 27      | O Auto da Compadecida 2             | Guel Arraes e Flávia Lacerda      | Globo Filmes                       | 2024 | 4 280 000 |
| 28      | O Rei e os Trapalhões               | Adriano Stuart                    | Renato Aragão Produções Artísticas | 1980 | 4 240 757 |
| 29      | Os Três Mosqueteiros Trapalhões     | Adriano Stuart                    | Renato Aragão Produções Artísticas | 1980 | 4 221 062 |
| 30      | O Incrível Monstro Trapalhão        | Adriano Stuart                    | Renato Aragão Produções Artísticas | 1981 | 4 212 244 |
| 31      | Lua de Cristal                      | Tizuka Yamasaki                   | Dreamvision                        | 1990 | 4 178 165 |
| 32      | Nosso Lar                           | Wagner de Assis                   | Cinética Filmes                    | 2010 | 4 060 304 |
| 33      | A Princesa Xuxa e os Trapalhões     | José Alvarenga Jr.                | Renato Aragão Produções Artísticas | 1989 | 4 018 764 |

### Com mais de três milhões
| Posição | Título                                         | Diretor                          | Produtor                           | Ano  | Público   |
| ------- | ---------------------------------------------- | -------------------------------- | ---------------------------------- | ---- | --------- |
| 34      | Até que a Sorte Nos Separe 2                   | Roberto Santucci                 | Gullane Pictures                   | 2013 | 3 933 448 |
| 35      | O Cangaceiro Trapalhão                         | Daniel Filho                     | Renato Aragão Produções Artísticas | 1983 | 3 831 443 |
| 36      | Loucas pra Casar                               | Roberto Santucci                 | Downtown Filmes                    | 2015 | 3 770 455 |
| 37      | Se Eu Fosse Você                               | Daniel Filho                     | Total Entertainment                | 2006 | 3 644 956 |
| 38      | Os Trapalhões e o Rei do Futebol               | Carlos Manga                     | Renato Aragão Produções Artísticas | 1986 | 3 616 696 |
| 39      | De Pernas pro Ar 3                             | Júlia Rezende                    | Paris Filmes                       | 2019 | 3 590 714 |
| 40      | De Pernas para o Ar                            | Roberto Santucci                 | Downtown filmes                    | 2010 | 3 563 723 |
| 41      | O Jeca Macumbeiro                              | Pio Zamuner e Mazzaropi          | PAM Filmes                         | 1974 | 3 468 728 |
| 42      | Eu Te Amo                                      | Arnaldo Jabor                    | Flávia Filmes                      | 1981 | 3 457 154 |
| 43      | Até que a Sorte nos Separe                     | Roberto Santucci                 | Gullane Pictures                   | 2012 | 3 432 161 |
| 44      | Jeca contra o Capeta                           | Pio Zamuner e Mazzaropi          | PAM Filmes                         | 1975 | 3 428 860 |
| 45      | Chico Xavier                                   | Daniel Filho                     | Lereby Produções                   | 2010 | 3 414 900 |
| 46      | O Trapalhão na Ilha do Tesouro                 | J. B. Tanko                      | J.B.Tanko Filmes                   | 1975 | 3 375 090 |
| 47      | Cidade de Deus                                 | Fernando Meirelles               | O2 Filmes                          | 2002 | 3 370 871 |
| 48      | Até que a Sorte nos Separe 3: A Falência Final | Roberto Santucci                 | Gullane Pictures                   | 2015 | 3 335 667 |
| 49      | Vai que Cola – O Filme                         | Cézar Rodrigues                  | H2O/Conspiração Filmes             | 2015 | 3.307.837 |
| 50      | Jecão, um Fofoqueiro no Céu                    | Pio Zamuner e Mazzaropi          | PAM filmes                         | 1977 | 3 306 926 |
| 51      | Os Trapalhões na Terra dos Monstros            | Flávio Migliaccio                | Renato Aragão produções artisticas | 1989 | 3 200 000 |
| 52      | Xica da Silva                                  | Carlos Diegues                   | Terra Filmes                       | 1976 | 3 183 582 |
| 53      | Lisbela e o Prisioneiro                        | Guel Arraes                      | Natasha Enterprises                | 2003 | 3 174 643 |
| 54      | O Menino da Porteira                           | Jeremias Moreira Filho           | Topázio Cinematográfica            | 1977 | 3 131 878 |
| 55      | Meu Passado Me Condena                         | Júlia Rezende                    | Atitude Produções                  | 2013 | 3 117 889 |
| 56      | Aluga-Se Moças                                 | Deni Cavalcanti                  | Madial Filmes                      | 1981 | 3 082 925 |
| 57      | Cazuza - O Tempo Não Para                      | Sandra Werneck e Walter Carvalho | Lereby Produções                   | 2004 | 3 082 522 |
| 58      | Olga                                           | Jayme Monjardim                  | Nexus Cinema e Video               | 2004 | 3 076 297 |
| 59      | Cilada.com                                     | José Alvarenga Júnior            | Case Filmes                        | 2011 | 3 020 337 |
| 60      | Fala Sério, Mãe!                               | Pedro Vasconcelos                | Downtown Filmes                    | 2017 | 3 010 248 |

### Com mais de dois milhões
| Posição | Título                                     | Diretor                                | Produtor                                     | Ano  | Público   |
| ------- | ------------------------------------------ | -------------------------------------- | -------------------------------------------- | ---- | --------- |
| 61      | Os Normais - O Filme                       | José Alvarenga Jr.                     | Missão Impossível Cinco Produções Artísticas | 2003 | 2 996 467 |
| 62      | Robin Hood, o Trapalhão da Floresta        | J. B. Tanko                            | J.B.Tanko Filmes                             | 1974 | 2 978 767 |
| 63      | Independência ou Morte                     | Carlos Coimbra                         | Cinedistri                                   | 1972 | 2 924 494 |
| 64      | Os Heróis Trapalhões                       | José Alvarenga Jr.                     | Renato Aragão Produções Artísticas           | 1988 | 2 900 000 |
| 65      | Jeca e Seu Filho Preto                     | Pio Zamuner e Berilo Faccio            | PAM Filmes                                   | 1978 | 2 872 881 |
| 66      | Super Xuxa contra Baixo Astral             | Ana Penido e David Sonnenschein        | Dreamvision                                  | 1988 | 2 816 000 |
| 67      | Roberto Carlos a 300 Quilômetros por Hora  | Roberto Farias                         | Produções Cinematográficas Roberto Farias    | 1971 | 2 785 922 |
| 68      | Vai que Dá Certo                           | Maurício Farias                        | Fraiha Produções                             | 2013 | 2 735 546 |
| 69      | Um Caipira em Bariloche                    | Pio Zamuner e Mazzaropi                | PAM Filmes                                   | 1973 | 2 720 345 |
| 70      | O Grande Xerife                            | Pio Zamuner                            | PAM Filmes                                   | 1972 | 2 693 271 |
| 71      | Os Fantasmas Trapalhões                    | J. B. Tanko                            | Renato Aragão Produções Artísticas           | 1987 | 2 689 380 |
| 72      | Roberto Carlos e o Diamante Cor-de-rosa    | Roberto Farias                         | Produções Cinematográficas Roberto Farias    | 1970 | 2 639 174 |
| 73      | A Viúva Virgem                             | Pedro Carlos Rovai                     | Sincrocine                                   | 1972 | 2 635 962 |
| 74      | Meu Passado Me Condena 2                   | Júlia Rezende                          | Atitude Produções                            | 2015 | 2 630 720 |
| 75      | Xuxa e os Duendes                          | Paulo Sérgio Almeida e Rogério Gomes   | Diler & Associados                           | 2001 | 2 621 793 |
| 76      | Amada Amante                               | Cláudio Cunha                          | Kinema Produtora e Distribuidora             | 1978 | 2 610 538 |
| 77      | Os Trapalhões no Auto da Compadecida       | Roberto Farias                         | Renato Aragão Produções Artísticas           | 1988 | 2 610 371 |
| 78      | Os Farofeiros                              | Roberto Santucci                       | Camisa Listrada                              | 2018 | 2 604 658 |
| 79      | E Aí... Comeu?                             | Felipe Joffily                         | Paris Filmes                                 | 2012 | 2 601 265 |
| 80      | Aladim e a Lâmpada Maravilhosa             | J. B. Tanko                            | Jarbas Barbosa Produções Cinematográficas    | 1974 | 2 573 241 |
| 81      | Uma Escola Atrapalhada                     | Del Rangel                             | Renato Aragão Produções Artísticas           | 1990 | 2 571 095 |
| 82      | Betão Ronca Ferro                          | Geraldo Miranda                        | PAM Filmes                                   | 1971 | 2 568 475 |
| 83      | Carrossel: O Filme                         | Alexandre Boury e Mauricio Eça         | Paris Produções                              | 2015 | 2 534 392 |
| 84      | Os Penetras                                | Andrucha Waddington                    | Conspiração Filmes                           | 2012 | 2 532 766 |
| 85      | Carrossel 2: O Sumiço de Maria Joaquina    | Mauricio Eça                           | Paris Produções                              | 2016 | 2 525 328 |
| 86      | Pixote, a Lei do Mais Fraco                | Hector Babenco                         | HB Filmes                                    | 1980 | 2 520 468 |
| 87      | Os Trapalhões e o Mágico de Oróz           | Vitor Lustosa e Dedé Santana           | Renato Aragão Produções Artísticas           | 1984 | 2 465 898 |
| 88      | A Filha dos Trapalhões                     | Dedé Santana                           | Renato Aragão Produções Artísticas           | 1984 | 2 462 034 |
| 89      | Tropa de Elite                             | José Padilha                           | Zazen Produções                              | 2007 | 2 421 295 |
| 90      | O Bem Dotado, o Homem de Itu               | José Miziara                           | Cinedistri                                   | 1978 | 2 409 162 |
| 91      | Xuxa Popstar                               | Tizuka Yamasaki e Paulo Sérgio Almeida | Diler & Associados                           | 2000 | 2 394 326 |
| 92      | A Mulher Invisível                         | Cláudio Torres                         | Conspiração Filmes                           | 2009 | 2 353 136 |
| 93      | A Banda das Velhas Virgens                 | Pio Zamuner e Mazzaropi                | PAM Filmes                                   | 1979 | 2 345 553 |
| 94      | Maria - Mãe do Filho de Deus               | Moacyr Góes                            | Diler & Associados                           | 2002 | 2 332 494 |
| 95      | Portugal... Minha Saudade                  | Amácio Mazzaropi                       | PAM Filmes                                   | 1974 | 2 325 650 |
| 96      | Xuxa e os Duendes 2: No Caminho das Fadas  | Paulo Sérgio Almeida e Rogério Gomes   | Diler & Associados                           | 2002 | 2 310 852 |
| 97      | Minha Irmã e Eu                            | Susana Garcia                          | Paris Entretenimento                         | 2023 | 2 282 597 |
| 98      | O Candidato Honesto                        | Roberto Santucci                       | Downtown Filmes                              | 2004 | 2 237 537 |
| 99      | O Caso Cláudia                             | Miguel Borges                          | Artenova                                     | 1979 | 2 220 116 |
| 100     | Sexo, Amor e Traição                       | Jorge Fernando                         | Total Entertainment                          | 2004 | 2 219 423 |
| 101     | Xuxa Abracadabra                           | Moacyr Góes                            | Diler & Associados                           | 2003 | 2 217 368 |
| 102     | Giselle                                    | Victor Di Mello                        | Vidya Produções                              | 1980 | 2 206 682 |
| 103     | Os Normais 2: A Noite Mais Maluca de Todas | José Alvarenga Jr.                     | Globo Filmes, Telecine Productions           | 2009 | 2 202 640 |
| 104     | O Trapalhão na Arca de Noé                 | Del Rangel                             | Renato Aragão Produções Artísticas           | 1983 | 2 181 017 |
| 105     | Como É Boa Nossa Empregada                 | Victor di Mello e Ismar Porto          | Vidya Produções                              | 1973 | 2 163 036 |
| 106     | Bruna Surfistinha                          | Marcus Baldini                         | Damasco Filmes                               | 2011 | 2 159 203 |
| 107     | O Auto da Compadecida                      | Guel Arraes                            | Globo Filmes                                 | 2000 | 2 157 166 |
| 108     | O Cortiço                                  | Francisco Ramalho Jr.                  | Argos Filmes                                 | 1978 | 2 131 643 |
| 109     | Turma da Mônica: Laços                     | Daniel Rezende                         | Downtown Filmes                              | 2019 | 2 128 448 |
| 110     | Menino do Rio                              | Antônio Calmon                         | L. C. Barreto                                | 1982 | 2 120 903 |
| 111     | Meu Nome Não É Johnny                      | Mauro Lima                             | Atitude Produções e Empreendimentos          | 2008 | 2 115 331 |
| 112     | A Noite das Taras                          | David Cardoso, John Doo e Ody Fraga    | Dacar Produções                              | 1980 | 2 107 829 |
| 113     | O Verdadeiro Amante Sexual                 | Levi Salgado                           | Levi Salgado Produções Cinematográficas      | 1989 | 2 053 495 |
| 114     | Xuxa Requebra                              | Tizuka Yamasaki                        | Diler & Associados                           | 1999 | 2 046 033 |
| 115     | A Grande Família: O Filme                  | Maurício Farias                        | Globo Filmes                                 | 2007 | 2 035 576 |
| 116     | Mulher Objeto                              | Silvio de Abreu                        | Cinearte Produções Cinematográficas          | 1981 | 2 031 520 |
| 117     | O Roubo das Calcinhas                      | Braz Chediak e Sandoval Aguiar         | Sincrocine                                   | 1975 | 2 017 063 |

### Com mais de um milhão
| Posição | Título                                          | Diretor                                                       | Produtor                                     | Data de estreia | Público   |
| ------- | ----------------------------------------------- | ------------------------------------------------------------- | -------------------------------------------- | --------------- | --------- |
| 118     | O Convite ao Prazer                             | Walter Hugo Khouri                                            | Galante Filmes                               | 1980            | 1 944 273 |
| 119     | Os 7 Gatinhos                                   | Neville d'Almeida                                             | Cineville                                    | 1980            | 1 938 136 |
| 120     | Bonitinha, mas Ordinária ou Otto Lara Resende   | Braz Chediak                                                  | Sincrocine                                   | 1981            | 1 933 710 |
| 121     | Ainda Agarro Esta Vizinha...                    | Pedro Carlos Rovai                                            | Sincrocine                                   | 1974            | 1 922 478 |
| 122     | Assalto ao Banco Central                        | Marcos Paulo                                                  | Total Entertainment                          | 2011            | 1 920 193 |
| 123     | Eu                                              | Walter Hugo Khouri                                            | Cinearte Produções Cinematográficas          | 1987            | 1 910 000 |
| 124     | O Mundo Mágico dos Trapalhões                   | Silvio Tendler                                                | Renato Aragão Produções Artísticas           | 1981            | 1 892 117 |
| 125     | Os Caras de Pau em O Misterioso Roubo do Anel   | Felipe Joffily                                                | Imagem Filmes                                | 2014            | 1 891 694 |
| 126     | Os Farofeiros 2                                 | Roberto Santucci                                              | Camisa Listrada                              | 2024            | 1 876 662 |
| 127     | Divã                                            | José Alvarenga Júnior                                         | Total Entertainment                          | 2009            | 1 866 235 |
| 128     | Motorista sem Limites                           | Milton Barragan                                               | Teixeirinha Produções                        | 1970            | 1 808 513 |
| 129     | O Beijo da Mulher Aranha                        | Hector Babenco                                                | HB Filmes                                    | 1986            | 1 778 728 |
| 130     | Iracema, a Virgem dos Lábios de Mel             | Carlos Coimbra                                                | CSC Produções Cinematográficas               | 1979            | 1 771 498 |
| 131     | Didi, o Cupido Trapalhão                        | Paulo Aragão e Alexandre Boury                                | Diler & Associados                           | 2003            | 1 757 276 |
| 132     | Os Homens São de Marte... e É pra lá que Eu Vou | Marcus Baldini                                                | Biônica Filmes                               | 2014            | 1 756 232 |
| 133     | Luz del Fuego                                   | David Neves                                                   | Morena Produtores de Arte                    | 1982            | 1 751 930 |
| 134     | Os Trapalhões no Reino da Fantasia              | Dedé Santana                                                  | Renato Aragão Produções Artísticas           | 1985            | 1 751 709 |
| 135     | Toda Nudez Será Castigada                       | Arnaldo Jabor                                                 | Produções Cinematográficas Roberto Farias    | 1972            | 1 737 151 |
| 136     | S.O.S. Mulheres ao Mar                          | Cris D'Amato                                                  | Ananã Produções                              | 2014            | 1 717 058 |
| 137     | Eu Sei que Vou Te Amar                          | Arnaldo Jabor                                                 | Sagitarius Produções Cinematográficas        | 1986            | 1 713 801 |
| 138     | Somos Tão Jovens                                | Antonio Carlos da Fontoura                                    | Canto Claro Produções Artísticas             | 2013            | 1 703 776 |
| 139     | Sonho de Verão                                  | Paulo Sérgio Almeida e Rogério Gomes                          | Dreamvision                                  | 1990            | 1 700 000 |
| 140     | É Fada!                                         | Cris D'Amato                                                  | Daniel Filho                                 | 2016            | 1 699 744 |
| 141     | Ela Tornou-se Freira                            | Pereira Dias                                                  | Teixeirinha Produções                        | 1972            | 1 689 470 |
| 142     | Ivone, a Rainha do Pecado                       | Francisco Cavalcanti                                          | Platéia Filmes                               | 1984            | 1 671 264 |
| 143     | Ali Babá e os Quarenta Ladrões                  | Vítor Lima                                                    | Jarbas Barbosa Produções Cinematográficas    | 1972            | 1 641 372 |
| 144     | Deus é Brasileiro                               | Cacá Diegues                                                  | Rio Vermelho Filmes Ltda                     | 2003            | 1 635 212 |
| 145     | Gente Fina É Outra Coisa                        | Antônio Calmon                                                | Sincrocine                                   | 1977            | 1 611 723 |
| 146     | Nosso Lar 2: Os Mensageiros                     | Wagner de Assis                                               | Cinética Filmes                              | 2024            | 1 605 465 |
| 147     | Os Parças                                       | Halder Gomes                                                  | Downtown Filmes                              | 2017            | 1.600.400 |
| 148     | S.O.S. Mulheres ao Mar 2                        | Cris D'Amato                                                  | Ananã Produções                              | 2015            | 1 571 137 |
| 149     | O Jeca e a Égua Milagrosa                       | Pio Zamuner e Mazzaropi                                       | PAM Filmes                                   | 1980            | 1 564 196 |
| 150     | Mulher, Mulher                                  | Jean Garrett                                                  | Maspe Filmes                                 | 1979            | 1 508 225 |
| 151     | Faroeste Caboclo                                | René Sampaio                                                  | Gávea Filmes                                 | 2013            | 1 495 356 |
| 152     | Bye Bye Brasil                                  | Cacá Diegues                                                  | L. C. Barreto                                | 1980            | 1 488 812 |
| 153     | Muita Calma Nessa Hora                          | Felipe Joffily                                                | Casé Filmes                                  | 2010            | 1 481 887 |
| 154     | Gonzaga: de Pai pra Filho                       | Breno Silveira                                                | Conspiração Filmes                           | 2012            | 1 463 018 |
| 155     | A Partilha                                      | Daniel Filho                                                  | Lereby Produções                             | 2001            | 1 419 083 |
| 156     | O Palhaço                                       | Selton Mello                                                  | Bananeira Filmes                             | 2011            | 1 415 793 |
| 157     | Lua de Mel e Amendoim                           | Fernando de Barros                                            | Sincrocine                                   | 1971            | 1 413 830 |
| 158     | Nos Embalos de Ipanema                          | Antônio Calmon                                                | Sincrocine                                   | 1978            | 1 410 153 |
| 159     | O Seminarista                                   | Geraldo Santos Pereira                                        | Lynxfilmes                                   | 1976            | 1 401 795 |
| 160     | A Vida de Jesus Cristo                          | William Cobbett                                               | Willliam Cobbett Produções                   | 1971            | 1 390 903 |
| 161     | Muita Calma Nessa Hora 2                        | Felipe Joffily                                                | Casé Filmes                                  | 2014            | 1 385 561 |
| 162     | Histórias Que Nossas Babás não Contavam         | Osvaldo de Oliveira                                           | Cinedistri                                   | 1979            | 1 384 954 |
| 163     | Ariella                                         | John Herbert                                                  | Sincrocine                                   | 1980            | 1 383 596 |
| 164     | Eles não Usam Black-tie                         | Leon Hirszman                                                 | Saga Filmes                                  | 1981            | 1 382 253 |
| 165     | Polícia Federal: A Lei É para Todos             | Marcelo Antunez                                               | Downtown Filmes                              | 2017            | 1 377 336 |
| 166     | O Casal                                         | Daniel Filho                                                  | Produções Cinematográficas Roberto Farias    | 1975            | 1 370 706 |
| 167     | O Enterro da Cafetina                           | Alberto Pieralisi                                             | Magnus Filmes                                | 1971            | 1 355 674 |
| 168     | Barra Pesada                                    | Reginaldo Faria                                               | Produções Cinematográficas Roberto Farias    | 1977            | 1 355 130 |
| 169     | Bacalhau                                        | Adriano Stuart                                                | Omega Filmes                                 | 1976            | 1 352 217 |
| 170     | Já Não Se Faz Amor como Antigamente             | Anselmo Duarte, John Herbert, Adriano Stuart                  | Cinedistri                                   | 1976            | 1 346 825 |
| 171     | O Marginal                                      | Carlos Manga                                                  | Cinedistri                                   | 1974            | 1 343 160 |
| 172     | Xuxa e o Tesouro da Cidade Perdida              | Moacyr Góes                                                   | Diler & Associados                           | 2004            | 1 342 806 |
| 173     | A Ilha dos Paqueras                             | Fauzi Mansur                                                  | INF/Titanus                                  | 1970            | 1 335 132 |
| 174     | Bete Balanço                                    | Lael Rodrigues                                                | CPC                                          | 1984            | 1 327 377 |
| 175     | As Massagistas Profissionais                    | Carlo Mossy                                                   | Vidya Produções                              | 1976            | 1 325 132 |
| 176     | Ninguém Segura Essas Mulheres                   | Anselmo Duarte, José Miziara, Jece Valadão, Harry Zalkowistch | Stúdios Sílvio Santos Cinema e Televisão     | 1976            | 1 318 476 |
| 177     | A Virgem e o Machão                             | José Mojica Marins                                            | Maspe Filmes                                 | 1974            | 1 315 651 |
| 178     | Cada Um Dá o Que Tem                            | Silvio de Abreu, John Herbert, Adriano Stuart                 | Cinedistri                                   | 1975            | 1 310 605 |
| 179     | D. P. A. 2 - O Mistério Italiano                | Vivianne Jundi                                                | Downtown Filmes                              | 2018            | 1 310 423 |
| 180     | Os Parças 2                                     | Cris D'Amato                                                  | Downtown Filmes                              | 2019            | 1 308 089 |
| 181     | Simão, o Fantasma Trapalhão                     | Paulo Aragão                                                  | Renato Aragão Produções Artísticas           | 1998            | 1 300 748 |
| 182     | Fome de Sexo                                    | Ody Fraga                                                     | Maspe Filmes                                 | 1982            | 1 300 021 |
| 183     | Pra Frente, Brasil                              | Roberto Farias                                                | Produções Cinematográficas Roberto Farias    | 1982            | 1 298 055 |
| 184     | Carlota Joaquina, Princesa do Brazil            | Carla Camurati                                                | Elimar Produções                             | 1995            | 1 286 000 |
| 185     | Os Machões                                      | Reginaldo Faria                                               | Produções Cinematográficas Roberto Farias    | 1972            | 1 284 633 |
| 186     | Depravação                                      | Elio Vieira de Araujo                                         | Cinemundi                                    | 1980            | 1 281 130 |
| 187     | Memórias de um Gigolô                           | Alberto Pieralisi                                             | Magnus Filmes                                | 1970            | 1 277 932 |
| 188     | Na Estrada da Vida                              | Nelson Pereira dos Santos                                     | Villafilmes Produções                        | 1980            | 1 276 979 |
| 189     | A Dona da História                              | Daniel Filho                                                  | Lereby Produções                             | 2004            | 1 271 415 |
| 190     | O Mistério de Robin Hood                        | José Alvarenga Júnior                                         | Renato Aragão Produções Artísticas           | 1990            | 1 269 658 |
| 191     | Crô - O Filme                                   | Bruno Barreto                                                 | LC Barreto Productions                       | 2013            | 1 266 025 |
| 192     | Banana Split                                    | Paulo Sérgio de Almeida                                       | Pole Video Comunicações                      | 1988            | 1 257 683 |
| 193     | A Super Fêmea                                   | Anibal Massaini                                               | Cinedistri                                   | 1973            | 1 252 431 |
| 194     | Os Trapalhões no Rabo do Cometa                 | Dedé Santana                                                  | Renato Aragão Produções Artísticas           | 1986            | 1 250 000 |
| 195     | Sinal Vermelho - as Fêmeas                      | Fauzi Mansur                                                  | Davilart Produções                           | 1972            | 1 241 913 |
| 196     | D. P. A. - O Filme                              | André Pellenz                                                 | Paris Filmes                                 | 2017            | 1 222.718 |
| 197     | Quando as Mulheres Paqueram                     | Victor di Mello                                               | Vidya Produções                              | 1972            | 1 218 525 |
| 198     | O Noviço Rebelde                                | Tizuka Yamasaki                                               | Renato Aragão Produções Artísticas           | 1997            | 1 214 163 |
| 199     | O Concurso                                      | Pedro Vasconcelos                                             | Lereby Produções                             | 2013            | 1 204 708 |
| 200     | O Homem do Futuro                               | Cláudio Torres                                                | Conspiração Filmes                           | 2011            | 1 203 456 |
| 201     | Eu Dou o Que Ela Gosta                          | Braz Chediak                                                  | Sincrofilmes                                 | 1975            | 1 202 643 |
| 202     | Leila Diniz                                     | Luiz Carlos Lacerda                                           | Ponto Filmes                                 | 1987            | 1 200 000 |
| 203     | Na Trilha da Justiça                            | Milton Barragan                                               | Teixeirinha Produções                        | 1977            | 1 197 698 |
| 204     | Qualquer Gato Vira-Lata                         | Tomas Portella e Daniela de Carlo                             | Downtown Filmes                              | 2011            | 1 194 750 |
| 205     | Rock Estrela                                    | Lael Rodrigues                                                | CPC                                          | 1986            | 1 192 604 |
| 206     | Tudo por um Popstar                             | Bruno Garotti                                                 | Downtown Filmes                              | 2018            | 1 190 754 |
| 207     | Central do Brasil                               | Walter Salles                                                 | VideoFilmes                                  | 1998            | 1 186 859 |
| 208     | As Mulheres que Fazem Diferente                 | Cláudio MacDowell, Lenine Otoni, Adnor Pitanga                | DiMello Produções                            | 1974            | 1 179 631 |
| 209     | Parahyba Mulher Macho                           | Tizuka Yamasaki                                               | CPC                                          | 1983            | 1 177 397 |
| 210     | Os Trapalhões e a Árvore da Juventude           | José Alvarenga Júnior                                         | Renato Aragão Produções Artísticas           | 1991            | 1 174 274 |
| 211     | Xuxa em O Mistério de Feiurinha                 | Tizuka Yamasaki                                               | Diler & Associados                           | 2009            | 1 173 340 |
| 212     | As Aventuras da Turma da Mônica                 | Maurício de Sousa                                             | Maurício de Sousa Produções Cinematográficas | 1982            | 1 172 020 |
| 213     | O Marido Virgem                                 | Saul Lachtermarcher                                           | Bellfilmes Produções Cinematográficas        | 1974            | 1 167 772 |
| 214     | Amor Estranho Amor                              | Walter Hugo Khouri                                            | Cinearte Produções Cinematográficas          | 1982            | 1 160 909 |
| 215     | O Super Manso                                   | Ary Fernandes                                                 | Cinedistri                                   | 1974            | 1 160 233 |
| 216     | A Banana Mecânica                               | Braz Chediak                                                  | Sincrocine                                   | 1974            | 1 157 590 |
| 217     | Coisas Eróticas 2                               | Raffaele Rossi                                                | Empresa Cinematográfica Rossi                | 1984            | 1 153 835 |
| 218     | Eros, o Deus do Amor                            | Walter Hugo Khouri                                            | Enzo Barone Filmes/Serrador Filmes           | 1981            | 1 149 495 |
| 219     | A Ilha do Desejo                                | Jean Garrett                                                  | Dacar Produções                              | 1975            | 1 144 160 |
| 220     | Se Segura, Malandro!                            | Hugo Carvana                                                  | Alter Filmes                                 | 1978            | 1 140 879 |
| 221     | Costinha e o King Mong                          | Alcino Diniz                                                  | Commander Filmes                             | 1977            | 1 134 168 |
| 222     | Luz, Cama, Ação                                 | Cláudio MacDowell                                             | Sincrocine                                   | 1976            | 1 129 706 |
| 223     | O Descarte                                      | Anselmo Duarte                                                | Cinedistri                                   | 1973            | 1 125 511 |
| 224     | Tô Ryca                                         | Pedro Antonio                                                 | Downtown Filmes                              | 2016            | 1 121 570 |
| 225     | O Quatrilho                                     | Fábio Barreto                                                 | Filmes do Equador                            | 1995            | 1 117 754 |
| 226     | O Prisioneiro do Sexo                           | Walter Hugo Khouri                                            | Galante Filmes                               | 1979            | 1 117 743 |
| 227     | Memórias do Cárcere                             | Nelson Pereira dos Santos                                     | L. C. Barreto                                | 1984            | 1 113 125 |
| 228     | Sábado Alucinante                               | Cláudio Cunha                                                 | Kinema Produtora e Distribuidora             | 1979            | 1 111 446 |
| 229     | Mágoa de Boiadeiro                              | Jeremias Moreira Filho                                        | Topázio Cinematográfica                      | 1978            | 1 107 019 |
| 230     | Bacanal                                         | Antonio Meliande                                              | CAM Filmes                                   | 1981            | 1 086 996 |
| 231     | Com Licença, Eu Vou à Luta                      | Lui Farias                                                    | Produções Cinematográficas Roberto Farias    | 1986            | 1 084 631 |
| 232     | Café na Cama                                    | Alberto Pieralisi                                             | Alberto Pieralisi Filmes                     | 1974            | 1 081 392 |
| 233     | Um Suburbano Sortudo                            | Roberto Santucci                                              | Downtown Filmes                              | 2016            | 1 079 299 |
| 234     | A Estrela Sobe                                  | Bruno Barreto                                                 | L. C. Barreto                                | 1974            | 1 076 885 |
| 235     | Brasil Bom de Bola                              | Carlos Niemeyer                                               | Canal 100 Filmes                             | 1971            | 1 074 115 |
| 236     | O Leito da Mulher Amada                         | Egídio Eccio                                                  | Brasecran                                    | 1974            | 1 073 468 |
| 237     | O Donzelo                                       | Stepan Wohl                                                   | Allegro Filmes                               | 1971            | 1 069 563 |
| 238     | Orgia das Libertinas                            | Ary Fernandes                                                 | Procitel Filmes                              | 1981            | 1 066 465 |
| 239     | As Borboletas Também Amam                       | J. B. Tanko                                                   | J.B. Tanko Filmes                            | 1979            | 1 049 563 |
| 240     | Eva, o Princípio do Sexo                        | José Carlos Barbosa                                           | E. C. Filmes                                 | 1983            | 1 043 643 |
| 241     | As Secretárias que Fazem de Tudo                | Alberto Pieralisi                                             | Phoenix Filmes                               | 1975            | 1 038 291 |
| 242     | Anjo Loiro                                      | Alfredo Sternheim                                             | Brasecran                                    | 1973            | 1 036 990 |
| 243     | Paixão de um Homem                              | Egídio Eccio                                                  | E. C. Filmes                                 | 1972            | 1 033 912 |
| 244     | Isto É Pelé                                     | Luiz Carlos Barreto                                           | L. C. Barreto                                | 1974            | 1 029 452 |
| 245     | Didi, o Caçador de Tesouros                     | Marcus Figueiredo                                             | Diler & Associados                           | 2006            | 1 024 732 |
| 246     | Teixeirinha a Sete Provas                       | Milton Barragan                                               | Teixeirinha Produções                        | 1972            | 1 020 530 |
| 247     | Dezenove Mulheres e Um Homem                    | David Cardoso                                                 | Dacar Produções                              | 1977            | 1 018 727 |
| 248     | Cassy Jones, o Magnífico Sedutor                | Luís Sérgio Person                                            | Lauper Filmes                                | 1972            | 1 016 128 |
| 249     | Atrapalhando a Suate                            | Victor Lustosa, Dedé Santana                                  | Demuza Cinema                                | 1983            | 1 012 654 |
| 250     | A Força dos Sentidos                            | Jean Garrett                                                  | Kinema Produtora e Distribuidora             | 1980            | 1 012 532 |
| 251     | O Sexo Mora ao Lado                             | Ody Fraga                                                     | Brasecran                                    | 1975            | 1 011 976 |
| 252     | Costinha, o Rei da Selva                        | Alcino Diniz                                                  | Commander Filmes                             | 1976            | 1 007 977 |
| 253     | Desejo Proibido                                 | Tony Vieira                                                   | Brasecran                                    | 1974            | 1 007 801 |
| 254     | Xuxa Gêmeas                                     | Jorge Fernando                                                | Diler & Associados                           | 2006            | 1.004.490 |
| 255     | Amadas e Violentadas                            | Jean Garrett                                                  | Dacar Produções                              | 1976            | 1.004.449 |
| 256     | Chico Bento e a Goiabeira Maraviósa             | Fernando Frailha                                              | Maurício de Souza Produções                  | 2025            | 1.000.875 |

## Filmes com mais Espectadores por Ano
Dados disponibilizados pela Ancine (1970-2024):
| Ano  | Título                                    | Público    |
| ---- | ----------------------------------------- | ---------- |
| 1970 | Roberto Carlos e o Diamante Cor-de-rosa   | 2.639.174  |
| 1971 | Roberto Carlos a 300 Quilômetros por Hora | 2.785.922  |
| 1972 | Independência ou Morte                    | 2.924.494  |
| 1973 | Um Caipira em Bariloche                   | 2.720.345  |
| 1974 | Robin Hood, o Trapalhão da Floresta       | 2.978.767  |
| 1975 | O Jeca Macumbeiro                         | 3.468.728  |
| 1976 | Dona Flor e Seus Dois Maridos             | 10.735.524 |
| 1977 | O Trapalhão nas Minas do Rei Salomão      | 5.786.226  |
| 1978 | A Dama do Lotação                         | 6.509.134  |
| 1979 | O Cinderelo Trapalhão                     | 5.028.893  |
| 1980 | O Rei e os Trapalhões                     | 4.240.757  |
| 1981 | Os Saltimbancos Trapalhões                | 5.218.478  |
| 1982 | Os Trapalhões na Serra Pelada             | 5.043.350  |
| 1983 | O Cangaceiro Trapalhão                    | 3.831.443  |
| 1984 | Os Trapalhões e o Mágico de Oroz          | 2.465.898  |
| 1985 | Os Trapalhões no Reino da Fantasia        | 1.751.709  |
| 1986 | Os Trapalhões e o Rei do Futebol          | 3.616.696  |
| 1987 | Os Fantasmas Trapalhões                   | 2.689.380  |
| 1988 | O Casamento dos Trapalhões                | 4.779.027  |
| 1989 | A Princesa Xuxa e os Trapalhões           | 4.018.764  |
| 1990 | Lua de Cristal                            | 4.178.165  |
| 1991 | Os Trapalhões e a Árvore da Juventude     | 1.174.274  |
| 1995 | Carlota Joaquina, Princesa do Brazil      | 1.286.000  |
| 1996 | Tieta do Agreste                          | 511.954    |
| 1997 | O Noviço Rebelde                          | 1.501.035  |
| 1998 | Simão, o Fantasma Trapalhão               | 1.658.136  |
| 1999 | Xuxa Requebra                             | 2.074.461  |
| 2000 | Xuxa Popstar                              | 2.394.326  |
| 2001 | Xuxa e os Duendes                         | 2.657.091  |
| 2002 | Cidade de Deus                            | 3.370.871  |
| 2003 | Carandiru                                 | 4.693.853  |
| 2004 | Cazuza - O Tempo Não Para                 | 3.082.522  |
| 2005 | 2 Filhos de Francisco                     | 5.319.677  |
| 2006 | Se Eu Fosse Você                          | 3.644.956  |
| 2007 | Tropa de Elite                            | 2.421.295  |
| 2008 | Meu Nome Não É Johnny                     | 2.099.294  |
| 2009 | Se Eu Fosse Você 2                        | 5.787.244  |
| 2010 | Tropa de Elite 2: O Inimigo Agora É Outro | 11.146.723 |
| 2011 | De Pernas pro Ar                          | 3.506.552  |
| 2012 | De Pernas pro Ar 2                        | 4.846.273  |
| 2013 | Minha Mãe É uma Peça                      | 4.603.398  |
| 2014 | O Candidato Honesto                       | 2.237.776  |
| 2015 | Loucas pra Casar                          | 3.726.547  |
| 2016 | Os Dez Mandamentos - O Filme              | 11.305.479 |
| 2017 | Fala Sério, Mãe!                          | 2.911.611  |
| 2018 | Nada a Perder                             | 12.184.373 |
| 2019 | Minha Mãe É uma Peça 3                    | 11 608 254 |
| 2021 | Turma da Mônica: Lições                   | 814.543    |
| 2022 | Tô Ryca 2                                 | 515.843    |
| 2023 | Minha Irmã e Eu                           | 2.285.860  |
| 2024 | Ainda Estou Aqui                          | 5 834 000  |

### Diretores com maiores bilheterias do ano
Dados disponibilizados pela Ancine (1970-2024):
| Nº de Filmes | Diretor               | Anos dos Filmes              |
| ------------ | --------------------- | ---------------------------- |
| 5            | J. B. Tanko           | 1974, 1977, 1981, 1982, 1987 |
| 4            | Roberto Santucci      | 2011, 2012, 2014, 2015       |
| 4            | Tizuka Yamazaki       | 1990, 1997, 1999, 2000       |
| 3            | Daniel Filho          | 1983, 2006, 2009             |
| 3            | José Alvarenga Júnior | 1988, 1989, 1991             |

## Lista de franquias com maiores bilheterias
A cor de fundo       indica franquias que possuem filmes recentes ainda em cartaz e a       indica os que estão com uma sequência da série de filmes a ser lançada.
Os filmes do grupo Os Trapalhões não estão listados por falta de acreditações como uma franquia ou série.